# Ruud Breuls
Ruud Breuls (* 4. Dezember 1962 in Urmond) ist ein niederländischer Jazzmusiker (Trompete, Flügelhorn).

## Leben und Wirken
Breuls spielte wie seine Brüder und sein Vater zunächst als Trompeter in der Fanfare Sint Martinus seiner Geburtsstadt; eine Platte von Count Basie erweckte sein Interesse für den Jazz. Nach der Schule studierte er zunächst auf dem Konservatorium in Rotterdam, dann bis zum Abschluss 1988 am Hilversums Conservatorium. Am Conservatorium van Amsterdam arbeitete er ab den 1990er Jahren als Lehrer für Jazztrompete. Seit 1996 war er Solotrompeter im Metropole Orkest. Daneben spielte er im Highlight Jazz Orchestra, bei Stylus Horns, Buddies in Soul, Major League, dem Jazzorchester des Concertgebouw, im Dutch Jazz Orchestra, der Cubop City Big Band, dem Timeless Jazz Orchestra, The Beets Brothers Orchestra und in Bob Brookmeyers New Art Orchestra. Seit dem Frühjahr 2014 gehört er als Trompeter zur WDR Big Band Köln.
Breuls zählt zu den gefragtesten Jazzmusikern der niederländischen Szene. Als freiberuflicher Musiker wirkte er bei über 300 Aufnahmen von Alben mit; 2009 nahm er sein Album Shades of Brown auf, das ein Tribut an Clifford Brown ist. Er trat mit Stars wie Clark Terry, Randy und Michael Brecker, Jim McNeely, Vince Mendoza, Chris Potter, Herbie Hancock, John Scofield und Billy Cobham auf. Auch gehörte er zu den Bands von John Engels und Niki Jacobs.
Breuls erhielt bereits 1988 den Wessel-Ilcken-Nachwuchspreis für Jazzmusiker; zuletzt wurde er 2013 mit dem Laren Jazz Award ausgezeichnet.